# يورغن فرانك راسموسن
يورغن فرانك راسموسن هو دراج دنماركي، ولد في 21 نوفمبر 1930 في Rødovre Municipality ‏ في الدنمارك.

## وصلات خارجية
- يورغن راسموسن على موقع أرشيف الدراجات (الإنجليزية)
- يورغن راسموسن على موقع إحصائيات الدراجات الإحترافية (الإنجليزية)
- يورغن راسموسن على موقع أوليمبيديا (الإنجليزية)